# Gens Helvídia
La gens Helvídia (en llatí Helvidia gens) va ser una gens romana que no apareix a la historia fins al segle I dC, sota Neró i els Flavis. Van ser considerats grans patriotes, però am pocs resultats per l'estat.
Sembla que la família era originalment d'ètnia sabèl·lica per la connexió de Publi Helvidi Ruf amb Larínum, una ciutat dels frentans. Van portar els cognoms o renoms Prisc i Ruf. L'únic de la família que no tenia cognomen, o que potser s'ha perdut era Helvidi, escriptor del temps de Neró i fill d'Helvidi Prisc.